# 光徳寺 (柏原市)
光徳寺（こうとくじ）は、大阪府柏原市雁多尾畑にある真宗大谷派の寺院。 本堂は別称「雁林堂」（かりんどう）とも言い、「雁多尾畑（かりんどおばた）」の地名の由来ともいわれる。 　

## 概要
平安時代の永延2年に円融法皇が延暦寺の僧 法円法師に命じて建立した勅願寺である。 当初は「東廣山照躍峰寺」と号し、その後、天永4年（1113年）に大和国興福寺の僧兵に寺を焼き払われる。
安貞2年（1228年）に近江国の園城寺（三井寺）の僧 俊円が照曜峰寺を再興。この年、後堀河天皇の宣旨を以て、河内国大県郡の山中300町歩の地を寄付され、寺号を改めて「照曜山光徳寺」の勅号を賜り、本堂を雁林堂とした。 俊円はさらに専修念仏門に入り、親鸞の弟子となり、「松谷仏念房信乗」と称するようになる。これ以後、光徳寺は一向専修の道場ともなっており、石山本願寺とも深い関わりがあった。
江戸時代初期に、本願寺が東西に分立する際に「教如を十二代法主とする本願寺教団」（現、真宗大谷派）に属し、現在に至っている。
現在の本堂は、明和8年（1771年）に再建されたもので、山門は宝暦年間（1750年頃）、太鼓楼は安永9年（1780年）のもの。

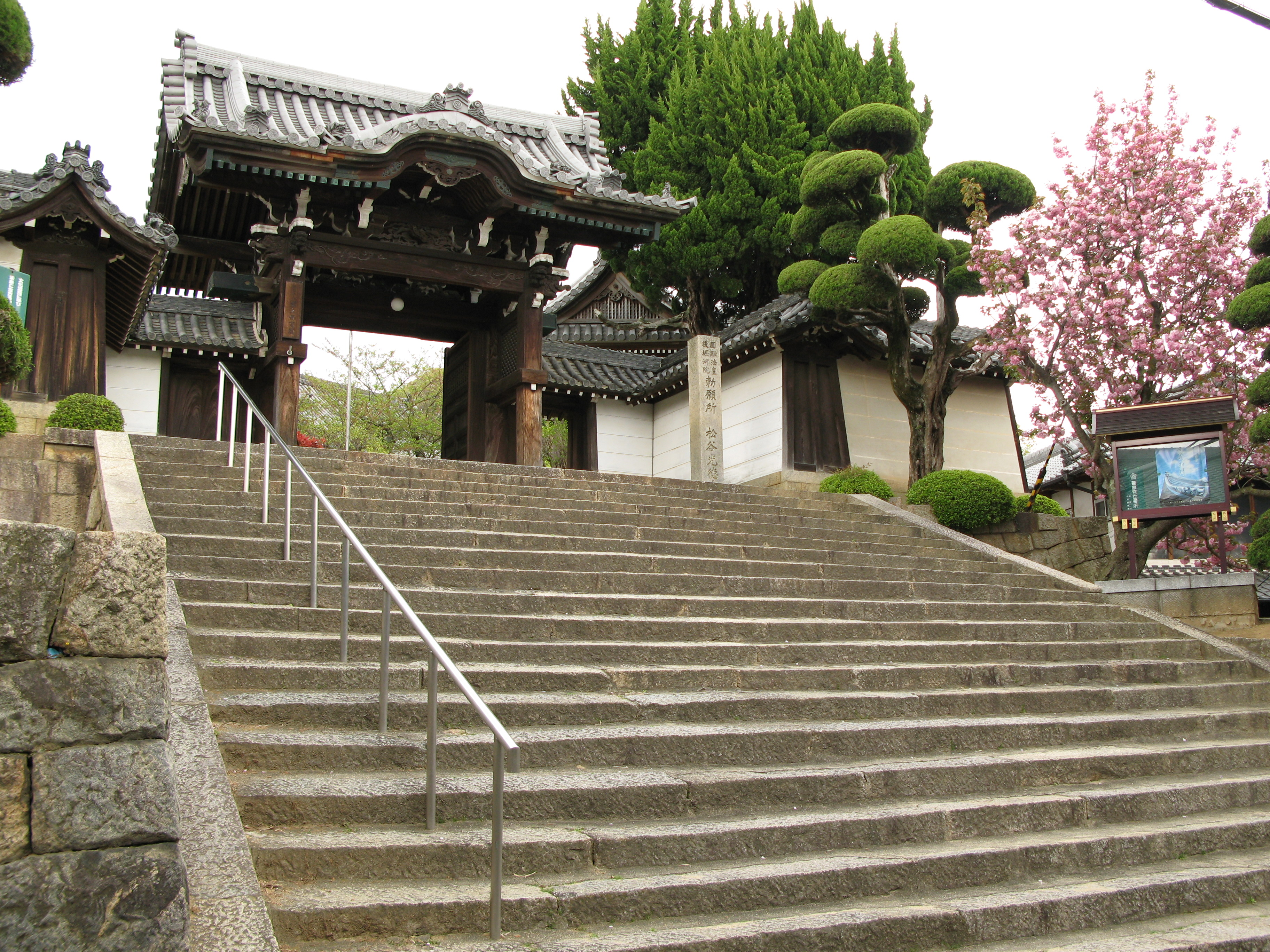
光徳寺山門。脇に「圓融法皇 後堀河院 勅願所 松谷光徳寺」と記された標がある。